# St. Nikolai (Kirchhorst)

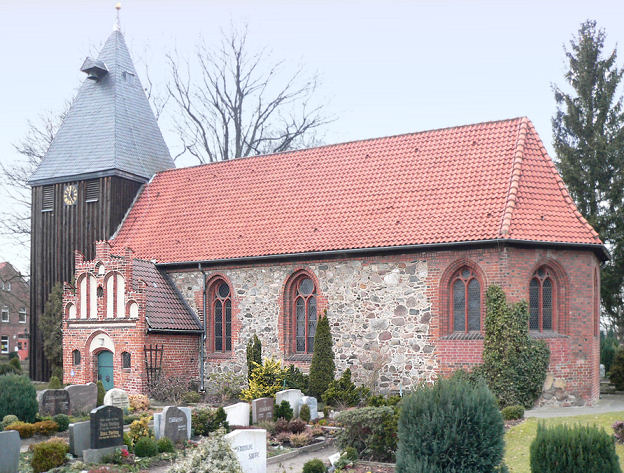
St. Nikolai (Kirchhorst)

Die evangelisch-lutherische Kirche St. Nikolai ist ein Kirchenbau in Kirchhorst, einem Ortsteil der Gemeinde Isernhagen in der niedersächsischen Region Hannover. Sie ist die Kirche der Kirchengemeinde St. Nikolai Kirchhorst/Neuwarmbüchen, die zum Kirchenkreis Burgwedel-Langenhagen der Evangelisch-lutherischen Landeskirche Hannovers gehört.

## Kirchenbau

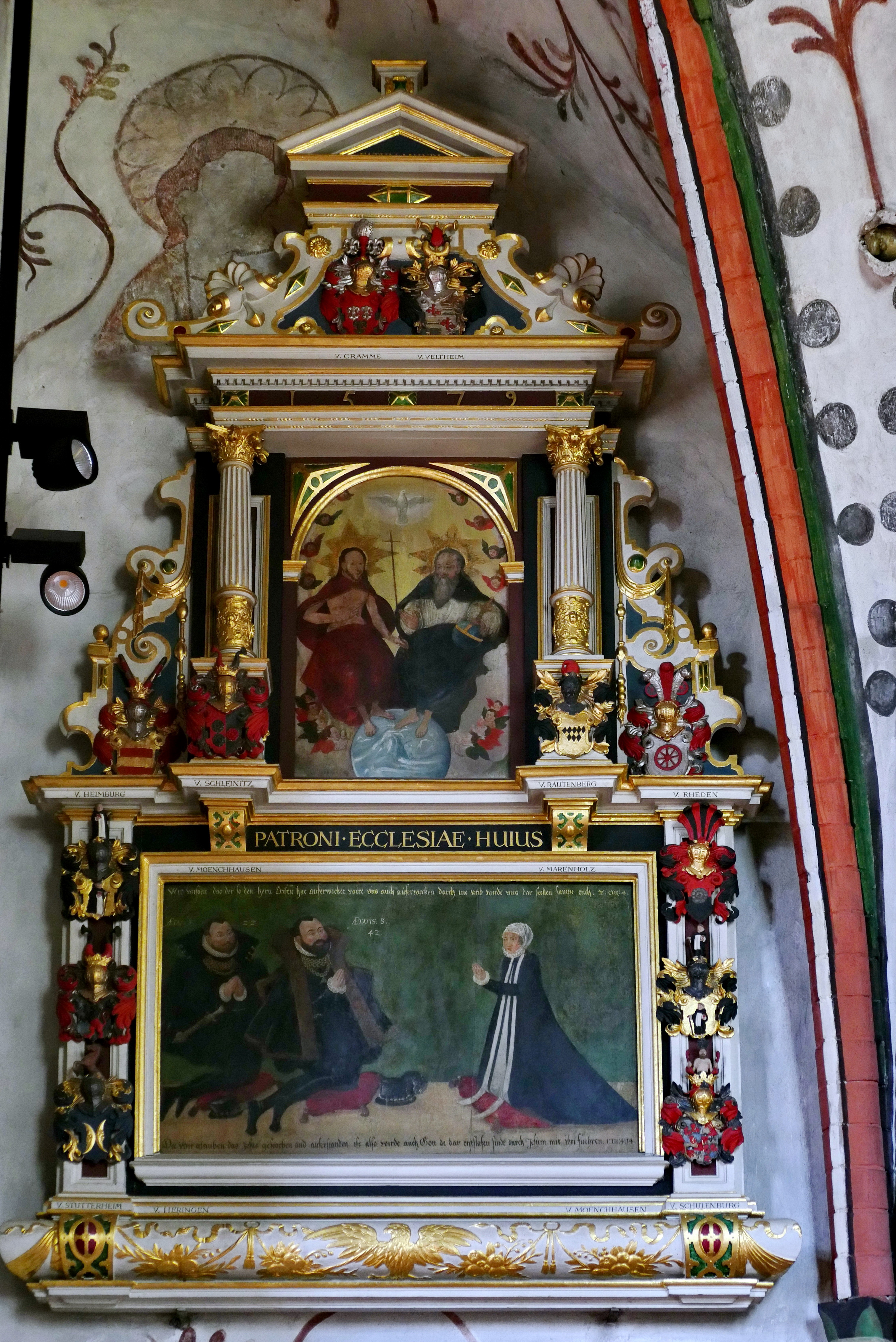
Epitaph der Familie von Cramm im Renaissancestil aus dem 16. Jahrhundert.

Eine romanische Kapelle aus dem 12. Jahrhundert ist bekannt, die im 14. Jahrhundert umgebaut und vergrößert wurde. Der Glockenturm besteht aus Holz.
Der Sakralraum der Kirche ist mit gotischen Fresken aus dem 15. Jahrhundert ausgemalt, die erst 1898 wieder freigelegt wurden. Zwischen 1661 und 1898 waren die Malereien weiß übertüncht. Über dem Altar ist eine Darstellung von Christus (mit Krone, Zepter und Blauem Mantel) aufgemalt, wie er Maria zur Himmelskönigin krönt, ihnen zur Seite stehen die Apostel mit ihren Attributen. Zur Linken sind Darstellungen von Paulus (mit Schwert und Buch) sowie von Petrus (mit Schlüssel), Jakobus dem Jüngeren und Judas Thaddäus. Zur rechten Seiten stehen Johannes (mit Kelch und Buch), Jakobus der Ältere (mit Stab) sowie Matthäus und Bartolomäus.
Neben der Tür zur Sakristei ist Nikolaus als Bischof von Myra abgebildet, weitere Darstellungen von ihm finden sich im Norden des Chores. Auf der Chorwand, die zum Altar zeigt, ist eine Darstellung Nikolaus als geistlicher Patron zu sehen, der Nikolaus den Herrn von Cramm segnet. Dieser hatte der Gemeinde 2 Höfe überlassen und sie so unabhängig gemacht. Ein Epitaph im Chorraum aus dem Jahr 1579 erinnert an Aschwin von Cramm, seiner Frau Anna und ihrem Sohn Aschwin. Es zeigt die Familie im Gebet. Auf der linken Seite des gotischen Bogens zum Chor schwebt ein 1679 gestifteter Taufengel. Der Barockaltar der Kirche stammt aus dem Jahr 1678, auf ihm sind Darstellungen des Abendmahls, der Auferstehung und der Himmelfahrt geschnitzt. Gestiftet wurde der Altar durch den Ratsherrn und Großkämmerer Andreas Kortenum (1610–1679) aus Hannover, und 1899 spendete ein Nachfahre desselben, Heinrich Kortum, ebenfalls aus Hannover, die schmiedeeisernen Kronleuchter.

## Pastoren
- Johann Thomas Ludwig Wehrs, 1780